# Tapinoma troche
Tapinoma troche är en myrart som beskrevs av Wilson 1985. Tapinoma troche ingår i släktet Tapinoma och familjen myror. Inga underarter finns listade i Catalogue of Life.